# Itamar Moses
Itamar Moses (Berkeley, 1977) è un drammaturgo, librettista e sceneggiatore statunitense.

## Biografia
Nato in una famiglia ebrea californiana, Moses ha studiato a Yale e all'Università di New York. Ha cominciato a scrivere per il teatro a partire dal 2001 con Dorothy and Alice, scrivendo una dozzina di commedie e drammi tra il 2002 e il 2013. Nel 2014 fece il suo debutto come librettista con il musical The Fortress of Solitude, mentre nel 2017 ha firmato il libretto del musical di David Yazbek The Band's Visit. Il musical si rivelò un successo sia nell'Off Broadway che a Broadway e valse a Moses il Tony Award al miglior libretto di un musical nel 2018. Nel 2025 è stato nuovamente candidato al Tony Award per il libretto di Dead Outlaw e, per la prima volta, al Premio Pulitzer per la drammaturgia per il dramma The Ally. Ha insegnato drammaturgia e scrittura teatrale all'Università di New York e Yale.

## Filmografia

### Sceneggiatore
- Men of a Certain Age - serie TV, 2 episodi (2010-2011)
- Boardwalk Empire - L'impero del crimine - serie TV, 12 episodi (2011)
- Outsiders - serie TV, 2 episodi (2017)
- The Affair - Una relazione pericolosa - serie TV, 2 episodi (2018-2019)

### Produttore
- Outsiders - serie TV, 5 episodi (2017)
- The Affair - Una relazione pericolosa - serie TV, 6 episodi (2018-2019)